# Mir Ghulam Hasan
Mir Ghulam Hasan (Delhi, 1727/1736 – 1787) è stato un poeta indiano, importante scrittore in lingua urdu.

## Biografia
Mir Ghulam Hasan nacque a Delhi, dove fu educato, da una famiglia originaria di Herat, una città dell'Afghanistan occidentale, e assieme al padre Mir Zahik, che fu uno dei bersagli delle satire di Saudā (1713-1780), importante scrittore urdu del periodo classico della letteratura urdū settentrionale, passò alla corte di Asaf-ud-Daula (1748-1797), nawab wazir di Awadh e protettore di poeti.
Mir Ghulam Hasan visse nel suo gruppo letterario dapprima a Faizabad e successivamente, dal 1775, nella nuova capitale, Lucknow.
L'attività poetica di Mir Ghulam Hasan si dimostrò feconda e paragonabile a quella dei suoi illustri scrittori contemporanei e risultò apprezzata.
Tra le sue opere si possono menzionare un vasto canzoniere (diwan), una ricca raccolta biografica e antologica (tazkira) di poeti urdu, scritta in persiano.
Inoltre si sono conservati undici poemi e poemetti a rima baciata, due dei quali sono celebri: L'incanto dell'eloquenza (Sihr al-bayan, 1785) e Il giardino di Iram (Gulzar-i Iram).
Queste due opere rappresentano con brillantezza e realismo l'ambiente cortigiano e popolare dell'India settentrionale; il realismo descrittivo è rafforzato dal rispetto della tradizione classica indiana che prevede che tutti i personaggi dell'opera parlino nelle loro differenti lingue, e quindi in hindi, urdu, persiano, ecc. 
La prima opera è un poema romanzesco romantico, ultimato nel 1785. Il poema è formato da quasi duemilacinquecento distici, rispetta il metro classico arabo-persiano detto Mutaqarib (endecasillabo), è scritto in un linguaggio semplice ed elegante ed è stato dedicato da Mir Ghulam Hasan al sovrano Asaf al-Dawla.
Per quanto riguarda i contenuti delle due opere, la prima, anche se Mir Ghulam Hasan la presentò come un lavoro innovativo, segue i tradizionali temi della narrazione fantastica intrisa di geni, magie, furbizie e prodigi, con in primo piano gli amori contrastati, ma a lieto fine, e narra la storia d'amore tra il principe Benazir, figlio unico di un grande re, e la principessa Badr-i Munir. Inoltre l'autore ci presenta, tra i vari argomenti un quadro completo delle etichette sociali, degli usi e costumi e dei cerimoniali dell'epoca.
La seconda opera descrive invece il mitico paradiso perduto, secondo l'autore da rintracciare nell'Arabia Felice, con aggiunte autobiografiche dello scrittore, come ad esempio l'insoddisfazione per il trasferimento della capitale da Faizabad a Lucknow.

## Opere
- Il giardino di Iram (Gulzar-i Iram);
- L'incanto dell'eloquenza (Sihr al-bayan, 1785);
- Dīvān-i Mīr Ḥasan (1912);
- Tadhkirah-yi shuʻarā-yi Urdū (1922);